# 衛藤衛
衛藤 衛（えとう まもる、1883年2月3日 - 1992年2月16日）は、日本の宣教師。アメリカの日系人教会でも牧師を務めた。日本人マフィアのモンタナ・ジョーこと衛藤健の実父でもある。

## 生涯
大分県竹田に生まれる。大分師範学校卒業後、1903年（明治36年）徴兵検査に合格し、第12師団に所属。1904年（明治37年）の日露戦争の際には遼陽会戦に参加。歩兵連隊の司令部で戦闘報告書を書く任務に就く。
関西学院の創立にも関わり、体操の教師を務めた。1917年（大正6年）に日本政府より日系アメリカ人の実態調査を命じられ、カリフォルニア州に派遣される。現地の日系人の荒んだ状態を目の当たりにした衛藤は、彼らを救済するためにストックトンで教会を開く。
1919年に長男・健が誕生するも、1933年に健は父と喧嘩して家出し、後にマフィアになる。戦前から戦中の収容所生活を経て、戦後にもハリウッドの祈りの家の主任牧師を勤め、北米ホーリネス教会に加わる。1992年に米国で109歳で死去。
なお、日本国内で岡儀平が死去した際に、渡名喜元完が男性長寿日本一となったが、国外に移住した人物を含めると衛藤が男性長寿日本一であった。